# Bataille du mont Badon

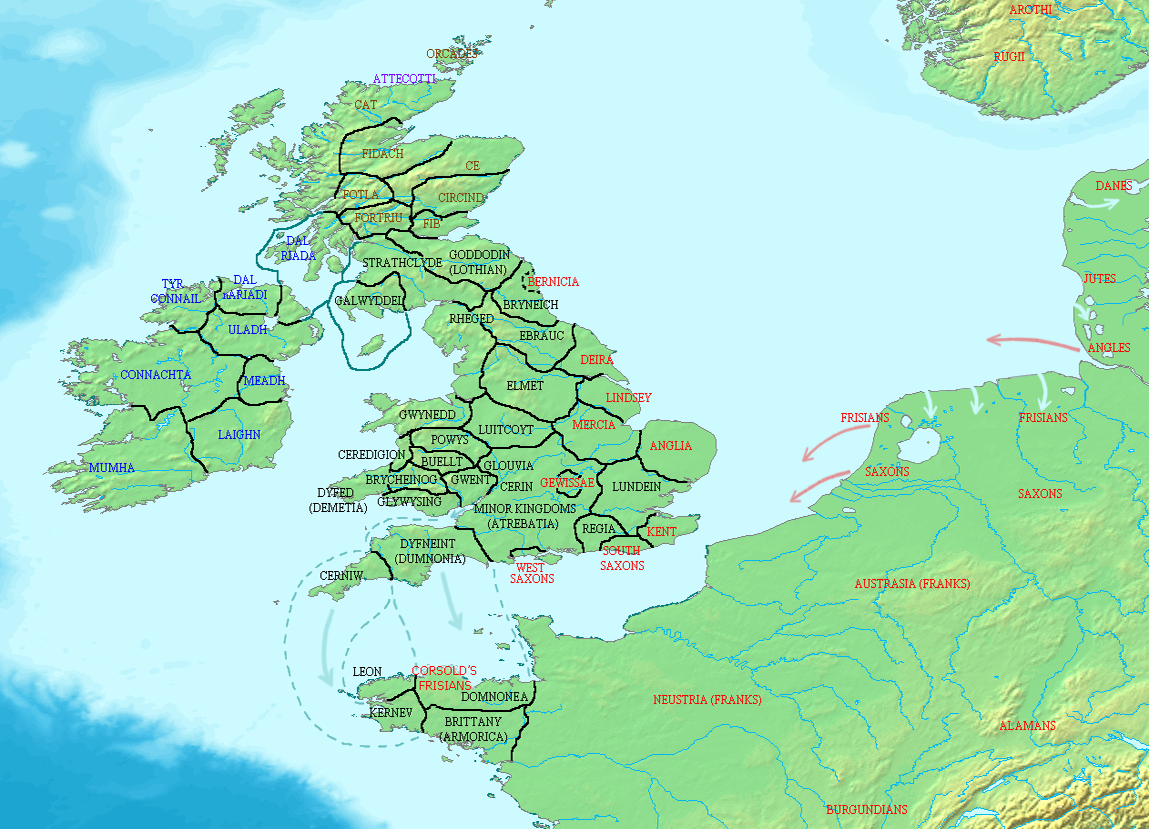
Les îles Britanniques vers 500

La bataille du mont Badon /ˈbeɪdən/ (Mons Badonicus en latin, Mynydd Baddon en gallois) est une bataille remportée par les Bretons sur les Anglo-Saxons vers l'an 500, lors de la conquête anglo-saxonne de la Bretagne.
Le mythe du roi Arthur entourant la bataille, ainsi que les informations peu nombreuses et contradictoires qui nous sont parvenues sur cet affrontement, font qu'aucune explication n'est complètement validée.

## Premières mentions
Gildas le Sage († 570) mentionne le « siège du Mont Badonicus » sans donner de détails au paragraphe 26 de son sermon De Excidio et Conquestu Britanniae ; il semble considérer ce fait comme un événement important, survenu l'année de sa naissance 43 ans avant la rédaction du texte, mais ne parle absolument pas du roi Arthur, ni là, ni à aucun endroit de son texte. Bède le Vénérable mentionne la bataille dans son Histoire ecclésiastique du peuple anglais (achevée en 731), mais il le fait en reprenant mot à mot le texte de Gildas ; là non plus, il n'est pas question du roi Arthur. 
Dans l'Historia Brittonum (compilation datée du IXe siècle sous la forme qui nous est parvenue), le roi Arthur fait son apparition, et la bataille du Mont Badon est présentée comme l'une des douze qu'il a livrées aux Saxons. Ensuite, la bataille figure dans les Annales Cambriae à l'année 516, en faisant une victoire attribuée au roi Arthur.

## Localisation de la bataille
On ne connaît pas avec certitude le lieu où celle-ci s'est déroulée. Plusieurs hypothèses, qui la situent en Angleterre, au Pays de Galles ou même à proximité de l'Écosse, sont proposées :  
- Bath, dans le Somerset. Site suggéré par Geoffroy de Monmouth[2], Bath était connu des Saxons sous les noms de Baþon, Baðon, et Baðanceaster. La bataille aurait lieu de toute évidence dans les environs de Bath, sur l'une des collines des alentours, sans que l'on puisse en préciser le lieu exact, la cité n'étant pas l'épicentre de l'affrontement. Le mot « bath » est d'origine germanique, mais « Badon » est un mot d'origine celte. Sous les Romains, Bath était connu sous le nom de Aquae Sulis, mais le site (et la colline voisine de Solsbury Hill) était déjà peuplé bien avant l'arrivée des Romains.
- Badbury Rings, un oppidum (colline fortifiée) de l'Âge du fer dans le Dorset[3],[4].
- Mynydd Baedan, au sud du Pays de Galles,
- Buxton, station thermale du Derbyshire[5].
- Le Château de Liddington, oppidum datant de l'âge du bronze et du début de l'âge du fer dans le Wiltshire[6].

## Incertitudes sur les acteurs et protagonistes
- Au IXe siècle, l'historien Nennius dans son Historia Brittonum attribue cette victoire au roi Arthur. Il écrit qu'au Mons Badonis, « en une journée, neuf cent soixante hommes furent tués par l'assaut des guerriers d'Arthur et nul autre que lui ne les défit ».  Par ailleurs, les moines gallois du Xe siècle qui composèrent les Annales Cambriae parlent de « la bataille de Badon, dans laquelle Arthur porta sur ses épaules la croix de notre Seigneur Jésus-Christ pendant trois jours et trois nuits et les Bretons furent victorieux ». Gildas le Sage ne mentionne pas la présence d'Arthur à la bataille, il n'attribue pas plus la victoire à Ambrosius Aurelianus, dont la vie est antérieure à l'estimation faite de la date de la bataille. Le fait que le moine Gildas ne précise pas le nom du vainqueur de la bataille du mont de Badon, le fait qu'il ne l'attribue pas à Arthur (ni à personne en particulier d'ailleurs) quand la majorité des récits ultérieurs le font, alors même que Gildas serait un contemporain d'Arthur (et aurait donc dû lui rendre hommage pour cette victoire), constitue un grand mystère et rend Arthur insaisissable. C'est l'une des raisons majeures qui font douter les historiens de l’existence du légendaire Arthur[7].
- L'armée saxonne aurait été menée par Ælle de Sussex ou Cerdic de Wessex, ou peut être par les deux à la fois, laissant penser à une coalition des forces angles et saxonnes pour tenter d'écraser définitivement les forces bretonnes et d'atteindre la Severn pour isoler les Gallois des Bretons du sud.

## Précisions sur la date
- Les Annales Cambriae datent la bataille de 516.
- Gildas, dans le De excidio Britanniæ (§ 26) dit écrire 43 ans après la bataille : « depuis ce jour un mois s'est écoulé de la quarante-quatrième année, et c'est aussi l'année de ma naissance ». Pour interpréter cette indication, il faudrait pouvoir dater le texte. En § 33, Gildas s'en prend à la deuxième personne et au présent à un tyran Maglocunus, qualifié de « dragon insulaire », qui est très probablement le roi appelé en gallois Mailcun, souverain du royaume de Gwynedd (donc de l'île d'Anglesey), dont les Annales Cambriæ nous apprennent qu'il mourut de la peste en 547. On en déduit que le De excidio Britanniæ est antérieur à cette date, et la bataille du Mont Badon (comme la naissance de Gildas) antérieure à 504.
- Bède le Vénérable (Histoire ecclésiastique du peuple anglais, I, 16) mentionne la bataille du Mons Badonicus en reprenant textuellement les mots du De excidio Britanniæ de Gildas, mais il ajoute une datation objective : « à peu près la quarante-quatrième année après leur arrivée [sc. des Anglo-Saxons] en Bretagne » (même laps de temps que celui qui sépare la bataille du De excidio Britanniæ). Or, en I, 15, il situe cette arrivée en 449 ou 450 (il écrit « en l'an de l'Incarnation du Seigneur 449 », mais dit en même temps que c'est l'année de l'avènement de l'empereur Marcien, lequel a eu lieu le 25 août 450). Donc il situe la bataille du Mont Badon en 493 ou 494, ce qui est cohérent avec les éléments de chronologie du De excidio Britanniæ.
- La date donnée dans les Annales du Yorkshire est 521. Il n’est pas clair si la date est sourcée chez Geoffrey de Monmouth (et interpretée par Alfred of Beverley) ou une autre source lié à la bibliothèque d’Alcuin[8].

## Conséquences
C'est un évènement majeur dans l'histoire politique et militaire de la Grande-Bretagne. Il stoppa l'invasion saxonne et permit la reprise de territoires précédemment perdus par les Bretons. Ce fut cependant, comme le dit Gildas, « le dernier, bien que pas le moindre, massacre de nos cruels ennemis ».

## Sources primaires
- Nennius, Historia Brittonum (Histoire des Bretons), Traduction de Christiane M. J. Kerboul-Vilhon, Éditions du Pontig, Sautron, 1999.
- Gildas le Sage De Excidio Britanniae traduit en anglais.
- Les Annales Cambriae, traduites en anglais de
- Bède le Vénérable, Histoire ecclésiastique du peuple anglais traduit du latin et présenté par Philippe Delaveau, coll. « L'aube des peuples », Gallimard, 1995,  (ISBN 2-07-073015-8).
- Historia Regum Britanniae : 
  - Texte latin (édition de Paris, 1508)
  - [PDF] Traduction anglaise par Aaron Thompson (1999)